# Ontwikkelingsstoornis
Een ontwikkelingsstoornis is een neurologische of psychische aandoening die optreedt bij kinderen of adolescenten en de normale ontwikkeling belemmert. Ook bij volwassenen is zo'n stoornis soms nog te traceren, maar met de leeftijd neemt de kans op een succesvolle behandeling gewoonlijk af.
De symptomen zijn uiteenlopend en er kunnen ook verschillende oorzaken zijn. Sommige aandoeningen zijn blijvend, andere zijn tijdelijk. Soms ontstaan de symptomen als reactie op een schokkende ervaring, in andere gevallen ligt de oorzaak in erfelijke factoren of een lichamelijke ziekte. Ook omgevingsfactoren moeten in de gaten gehouden worden, evenals opvoedingsfactoren.
Alle factoren in de ontwikkeling van het kind beïnvloeden elkaar doorlopend. Zo kunnen kinderen met een lichamelijk probleem aangetast worden in hun gevoel van eigenwaarde en zich hierdoor minder sociaal opstellen. Dit wekt een reactie op van de omgeving, die vervolgens weer van invloed is op de psyche van het kind. Dit is slechts een voorbeeld van een wisselwerking tijdens de jeugdige ontwikkeling.

## Vormen
Het DSM-IV onderscheidt de volgende groepen ontwikkelingsstoornissen:
- Zwakzinnigheid (As II)
- Leerstoornissen (waaronder dyslexie en dyscalculie)
- Motorische stoornissen (dyspraxie)
- Communicatiestoornissen (waaronder stotteren)
- Pervasieve ontwikkelingsstoornissen
- Aandachtstekort- en gedragsstoornissen (ADHD, ODD, CD)
- Eetstoornissen in de kinderleeftijd (waaronder pica en ruminatiestoornis)
- Ticstoornissen (waaronder het syndroom van Gilles de la Tourette)
- Stoornissen met de ontlasting (enurese en encoprese)
- Andere stoornissen in de kinderleeftijd of adolescentie (separatieangst, hechtingsstoornis, selectief mutisme, stereotiepe-bewegingsstoornis)